# ابن نفادة
أحمد بن عبد الرحمن السلمي الدمشقي، الملقب بشمس الدين والأمير، والمعروف بابن نفادة (1146-1204 م)، كان عسكريًا وكاتبًا وشاعرًا عربيًّا شاميًّا. 

## السيرة
كان عند السلطان صلاح الدين بن أيوب في عداد رؤساء الأجناد الذين يسمونهم بالأمراء. وُلد بدمشق ومات بها. كان شاعرًا مجيدًا له من القصائد الطوال ما يدل على اقتداره.